# Pozo Tremeo

Pozo Tremeo.

El pozo Tremeo es el único lago natural existente en la franja costera de Cantabria (España). Está situado a las afueras de la localidad de Rumoroso, perteneciente al municipio de Polanco. En diciembre de 2016 se le declaró Área Natural de Especial Interés (ANEI).
Se creó por un colapso de origen cárstico y junto a la masa de agua hay una casa rural. En él nace el arroyo Salín.

## Historia
Los habitantes de Rumoroso «consultaban» las previsiones meteorológicas hace siglos echando un pedazo de tierra cubierto de maleza a sus aguas, el cual tomaba siempre una dirección hacia los extremos; si se dirigía a la parte del nordeste del lago, no iba a llover, pero si tomaba otra dirección, variaría el tiempo.
Se cree que su nombre viene de la palabra latina tremere, que significa «tierra temblorosa» o «movediza».

## Características

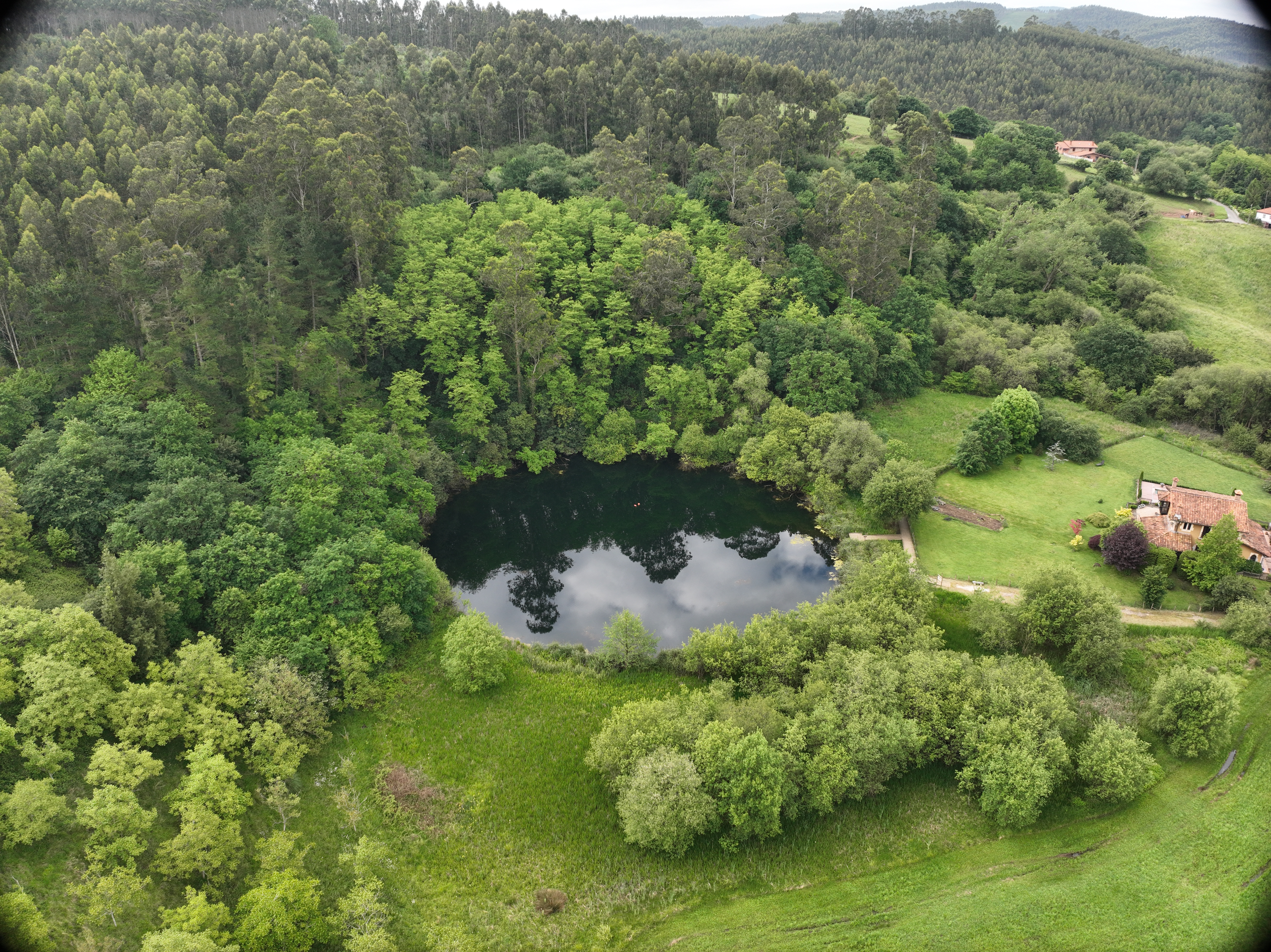
Lago natural de origen kárstico, con aguas salinas por disolución del sustrato.

Tiene once metros de profundidad, lo cual se pudo comprobar en una inmersión realizada en 2006 en el pozo. En ese mismo año se crearon y se señalizaron algunas sendas que rodean a la laguna. Tiene 75 metros de largo y 60 de ancho (4.500 m²).

## Leyendas
Son varias las leyendas que giran alrededor del pozo Tremeo. Una de ellas dice que mojándose en sus aguas se puede cumplir un deseo, mientras que otra cuenta que en su profundidad descansan los cuerpos de dos jóvenes enamorados que se ahogaron al caer al pozo desde un roble, que está inclinado y vencido sobre la laguna.

## Fauna y flora
En el pozo Tremeo se han localizado 218 especies de flora (cuatro de ellas protegidas) y 169 de fauna.
Los reptiles identificados pertenecen a 11 especies diferentes, el 40% de las 29 conocidas en la comunidad autónoma; hay un centenar de especies de aves localizadas en el entorno y 43 de mamíferos entre las que destacan diferentes murciélagos. En esta zona también habitan invertebrados de interés como cangrejos de río y coleópteros como Lucanus cervus, Cerambyx cerdo y Quaestus arcanus.